# St. Oswald (Tiefenbach)

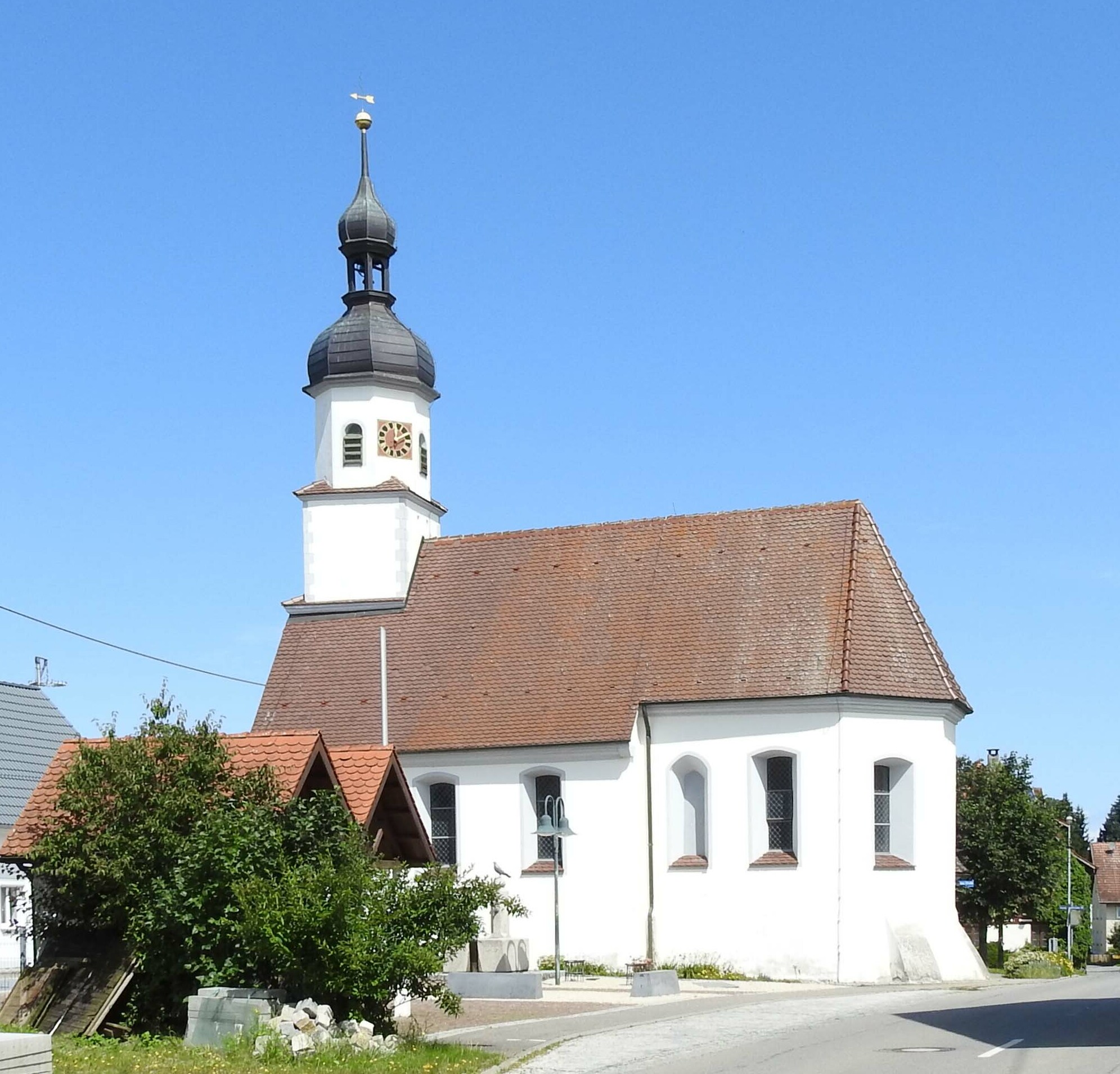
St. Oswald in Tiefenbach

Die römisch-katholische Kapelle St. Oswald steht in Tiefenbach, einer kleinen Gemeinde im Landkreis Biberach in Baden-Württemberg. Die Kapelle gehört zur Diözese Rottenburg-Stuttgart. Das Bauwerk ist beim Landesamt für Denkmalpflege Baden-Württemberg als Baudenkmal eingetragen.

## Beschreibung
Die gotische Saalkirche wurde 1414 erbaut. Sie besteht aus einem Langhaus und einem eingezogenen, dreiseitig geschlossenen Chor im Osten. Im Westen des Langhauses befindet sich ein Dachturm, der sich über dem Satteldach erhebt. Er wurde mit einem achteckigen Geschoss aufgestockt, das die Turmuhr und den Glockenstuhl beherbergt, und mit einer Zwiebelhaube bedeckt, auf der eine offene Laterne sitzt, in der eine kleine Kirchenglocke hängt. 
Der Innenraum wurde im 18. Jahrhundert barockisiert. Zur Kirchenausstattung gehören ein spätgotisches Kruzifix, eine um 1430 entstandene Pietà, ein Marienbildnis und zwei um 1440 gebaute Statuen von Heiligen aus dem Umkreis von Hans Multscher und zwei, die Johann Joseph Christian 1745 gebaut hat. Zwei Gemälde aus dem 17. Jahrhundert stammen von Abraham van Diepenbeeck.